# Râmnicul Sărat
Der Râmnicul Sărat (deutsch Rimnic) ist ein rechter Nebenfluss des Sereth in Rumänien.
An diesem Fluss fand am 22. September 1789 die Schlacht bei Mărtinești statt, bei der die russischen und österreichischen Truppen unter dem Kommando von General Alexander Suworow und dem Prinzen Coburg die vierfach überlegene türkische Armee besiegten. Suworow erhielt dafür den Titel Graf Rymnikski. Sein Sohn Arcadi starb im selben Fluss während des nächsten russisch-türkischen Krieges im Jahre 1811.